# Tobias Siebert
Tobias Siebert (Ebersberg, 26 de dezembro de 1972) é um produtor cinematográfico e sonoplasta alemão. Como reconhecimento, foi nomeada ao Óscar 2019 na categoria de Melhor Documentário em Longa-metragem por Kinder des Kalifats (2018).